# Autun

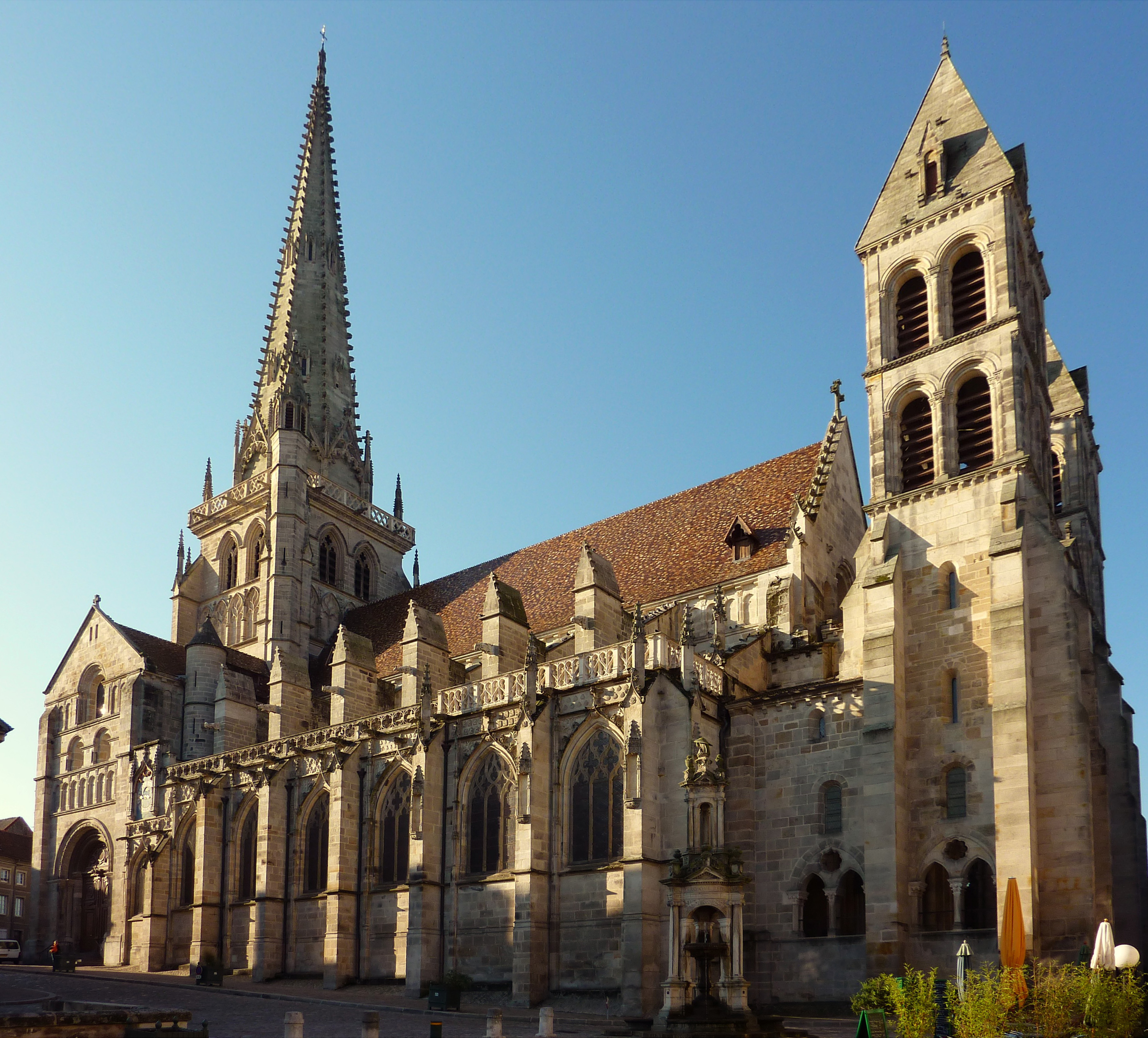
Katedralen i Autun

Autun, stad och kommun i departementet Saône-et-Loire, regionen Bourgogne-Franche-Comté, vid floden Arroux i centrala Frankrike. År 2022 hade Autun 13 144 invånare.
Autun är biskopssäte; en av dess mest namnkunniga biskopar var Charles Maurice de Talleyrand-Périgord. I staden finns en gammal katedral, Cathédrale Saint-Lazare d'Autun, från 1100-talet i romansk stil, vilken anger sig ha reliker av Lasarus. Den är berömd för sina många skulpturer, vilka traditionellt tillskrivs konstnären Gislebertus. Det finns många fornlämningar, som Porte St.-André och Porte d'Arroux, ett Janustempel och en romersk teater med plats för 17 000 åskådare.
Autun grundades under kejsar Augustus regeringstid, och kallades av romarna Augustodunum. Under antiken fanns retorikskolor där, med högt anseende. Staden var centrum för hertigdömet Burgund, vars förste hertig tidigare var greve av staden. 725 intogs staden av umayyaderna, men sju år senare återtogs staden, efter slaget om Tours.
Flera kyrkomöten har blivit hållna där (670, 1055, 1077, 1094).
I början av 1500-talet hölls en uppmärksammad rättegång i Autun, där den unge advokaten Chassenée utmärkte sig som försvarare. Traktens råttor hade åtalats för att ha ätit upp kornskörden. När råttorna inte dök upp till domstolen, krävde han att de skulle delges i god tid, varpå rättegången sköts upp. Senare skyllde han de åtalades frånvaro på att staden var full av mördare i form av katter. Till slut tröttnade domstolen och gav upp.
Staden var den 31 juli 1998 målplats för den nittonde etappen i Tour de France, då Magnus Bäckstedt som förste svensk någonsin vann en etapp i nämnda tävling.
Staden har givit namn till ett grönt mineral, autunit, som första gången påträffades i utkanten av staden.

## Befolkningsutveckling
Antalet invånare i kommunen Autun
| Referens: INSEE |